# Pierre Alcover
Pour les articles homonymes, voir Alcover (homonymie).
Pierre Alcover, dit Alcover, né Pedro Antonio Alcover le 14 mars 1895 à Châtellerault et mort le 10 novembre 1957 à Paris 16e, est un acteur franco-espagnol.

## Biographie
D'un physique de colosse, il débute comme fort des Halles puis décide de faire du théâtre et débute au Théâtre de l'Odéon en 1916. Premier prix au Conservatoire, Alcover devient  pensionnaire à la Comédie-Française en 1917 et joue dans de nombreuses pièces jusqu'à son départ en 1920 pour le boulevard.
Il commence à tourner en parallèle au cinéma, notamment dans Marion Delorme (1918) et surtout L'Hirondelle et la Mésange (1920) d’André Antoine, dans le rôle d'un voyou qui se fait passer pour un marinier pour dérober le magot de son patron. Il tourne alors avec les plus illustres réalisateurs de l'époque, notamment avec Jacques de Baroncelli dans Champi-Tortu (1921), ou Raymond Bernard dans La Maison Vide (1921). En 1927 il donne une prodigieuse composition du banquier véreux Saccard, flibustier de la finance, dans L’Argent de Marcel l'Herbier.
Pierre Alcover fait d'excellents débuts dans le parlant avec La Petite Lise de Jean Grémillon (1930), qui est malheureusement un échec. Tout en continuant sa carrière au théâtre, il est alors relégué au cinéma aux seconds rôles avec des personnages pittoresques et imposants, d’un côté ou de l’autre de la loi, le plus mémorable étant celui de l’inspecteur de Drôle de Drame (1937). Il est alors souvent le partenaire de Raimu en compagnie de qui il fait sa dernière apparition dans Le Colonel Chabert (1943).
Maria Casarès encore adolescente le rencontre après son arrivée à Paris en 1936. Il soutient  sa famille et l'encourage à tenter sa chance au théâtre.
En 1939, Pierre Alcover épouse l'actrice Gabrielle Colonna-Romano (1888-1981), élève de Sarah Bernhardt, modèle d'Auguste Renoir (notamment Jeune femme à la rose, 1913).
Ils sont inhumés au cimetière ancien de Rueil-Malmaison.
Leur petite fille, Catherine Alcover, est également comédienne.

## Filmographie
- 1917 : Chiffon de papier
- 1917 : Le Sorcier de Maurice Challiot
- 1917 : L'Affaire Tisseron
- 1917 : La Mort rédemptrice de Maurice Challiot, avec Maurice Lagrenée.
- 1918 : Marion de Lorme de Henry Krauss - Laffemas
- 1918 : Le Baron mystère de Maurice Challiot - Film tourné en 8 épisodes : "Fascination", "Fou", "La ferme des ruines", "La passerelle perfide", "La maison mystérieuse", "L'escrimeur masqué", "La grotte aux fumerolles", "L'expiation".
- 1921 : Champi-Tortu de Jacques de Baroncelli - M. Pablo
- 1921 : Le Drame des eaux mortes de Joseph Faivre - Fédor Ackine
- 1921 : L'Hirondelle et la Mésange d'André Antoine - Michel
- 1921 : La Maison vide de Raymond Bernard - Maurice Ferrand
- 1922 : Les Roquevillard de Julien Duvivier - Philippeaux
- 1923 : La Faute des autres de Jacques Olivier - Jean Lorne
- 1926 : La Chèvre aux pieds d'or de Jacques Robert - Friedrich
- 1927 : En plongée de Jacques Robert - Howels
- 1928 : L'Argent de Marcel L'Herbier - Nicolas Saccard
- 1929 : Autour de l'argent - documentaire sur le tournage du film de Marcel L'Herbier L'argent ou Alcover tient le rôle principal- de Jean Dréville -
- 1930 : La Petite Lise  de Jean Grémillon - Berthier
- 1931 : Le Million  de René Clair - (sous réserves, participation annulée ou rôle "Le policier", coupé au montage)
- 1932 : Criminel de Jack Forrester - Le gardien Chef
- 1932 : Le mariage de mademoiselle Beulemans de Jean Choux - Meulemeester
- 1933 : Théodore et Cie de Pierre Colombier - Chenerol
- 1933 : Tout pour rien de René Pujol - M. Broute
- 1934 : Le Billet de mille de Marc Didier
- 1934 : Liliom  de Fritz Lang - Alfred
- 1935 : Bourrasque de Pierre Billon - Pierre Bardet
- 1935 : Deuxième Bureau de Pierre Billon - Weygelman
- 1935 : L'Heureuse Aventure de Jean Georgesco - Broïdo
- 1936 : Donogoo de Reinhold Schünzel et Henri Chomette - Sabourin
- 1936 : Coup de vent de Jean Dréville - Maître Poque
- 1936 : Sous la terreur de Marcel Cohen et Giovacchino Forzano - Sanson
- 1936 : Au service du tsar de Pierre Billon - Le général Platoff
- 1937 : L'Affaire du courrier de Lyon de Claude Autant-Lara, Maurice Lehmann - Valentin Durochat, un bandit complice de Dubosc
- 1937 : Un carnet de bal  de Julien Duvivier - Melanco
- 1937 : L'homme de nulle part de Pierre Chenal - Malagna
- 1937 : Drôle de drame de Marcel Carné - L'inspecteur Bray, de Scotland Yard
- 1937 : Le messager de Raymond Rouleau - M. Morel
- 1937 : La Citadelle du silence de Marcel L'Herbier - Le gouverneur de Varsovie
- 1937 : Les pauvres gens - court métrage - de (?)
- 1935 : La Griffe du hasard de René Pujol - M. Trémois
- 1938 : Ernest le rebelle  de Christian-Jaque - Tonio
- 1938 : Nuits de prince de Vladimir Strizhevsky - Rizine
- 1938 : La Rue sans joie d'André Hugon - M. Antoine
- 1939 : Le Château des quatre obèses  de Yvan Noé - Eugéne, le premier obèse
- 1939 : L'Étrange nuit de Noël de Yvan Noé - Monsieur Rafet
- 1941 : Saturnin de Marseille de Yvan Noé - le père Mogan
- 1941 : Parade en sept nuits de Marc Allégret
- 1943 : Le Colonel Chabert  de René Le Hénaff - Le directeur de l'asile

## Théâtre

### Comédie-Française
- 1916 : Andromaque de Jean Racine : Phoenix ; Pylade
- 1916 : Nicomède de Pierre Corneille : Araspe
- 1917 : Iphigénie de Jean Racine : Arcas
- 1918 : Bérénice de Jean Racine : Arsace (6 fois, 1918-1919) ; Paulin (2 fois, 1918, 1920)
- 1918 : Lucrèce Borgia de Victor Hugo
- 1918 : Mithridate de Jean Racine : Arcas
- 1918 : Phèdre de Jean Racine : Théramène
- 1918 : Le Barbier de Séville de Beaumarchais : L'Éveillé
- 1919 : Les Sœurs d'amour de Henry Bataille
- 1919 : L'Hérodienne d'Albert du Bois
- 1919 : On ne badine pas avec l'amour d'Alfred de Musset : le Chœur des vieillards
- 1919 : Le Mariage de Figaro de Beaumarchais : Bazile
- 1920 : Le Premier Couple d'André Dumas
- 1920 : Hernani de Victor Hugo
- 1920 : Le Repas du lion de François de Curel
- 1920 : Juliette et Roméo de William Shakespeare, adaptation d'André Rivoire
- 1920 : La Mort de Pompée de Corneille
- 1920 : Iphigénie de Jean Racine : Eurybate
- 1920 : Paraître de Maurice Donnay : Eugène Raidzell
- 1920 : Athalie de Jean Racine : Ismaël

### Hors Comédie-Française

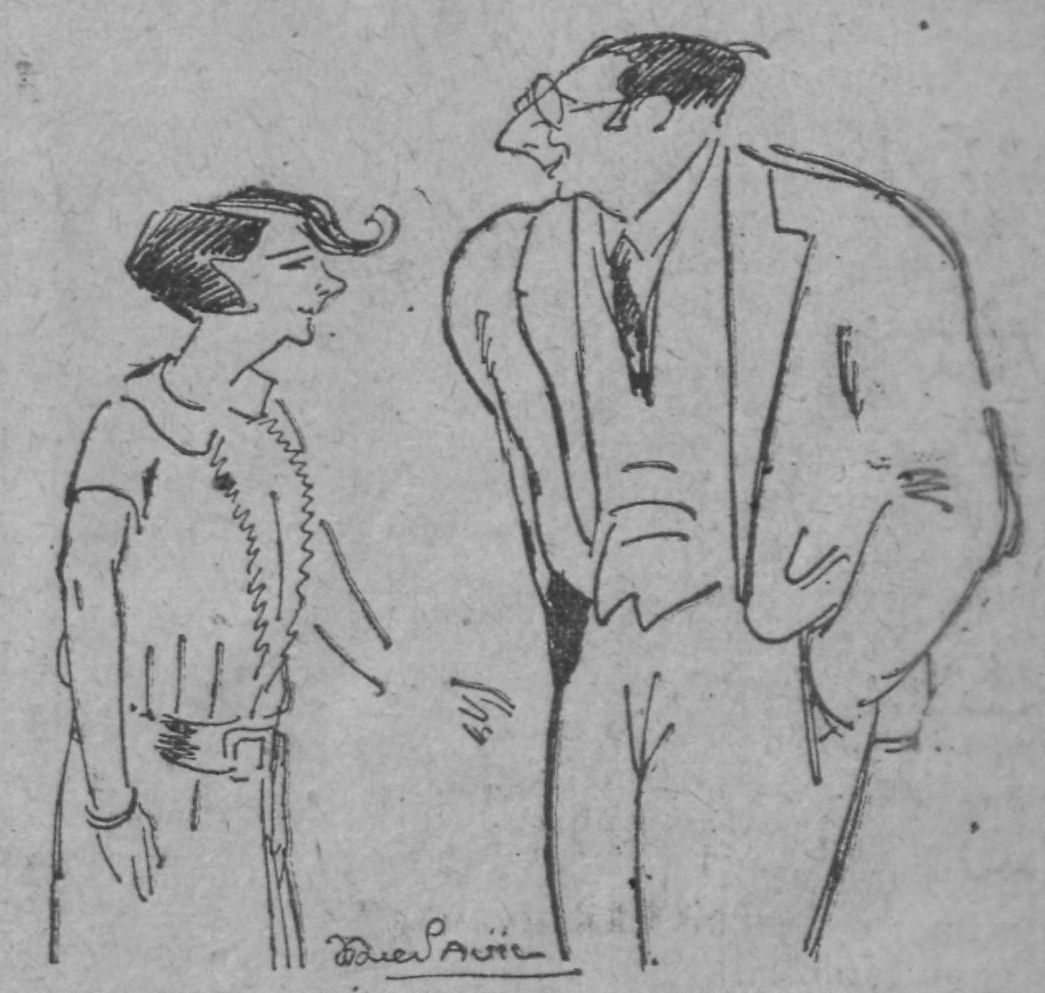
Simone Dulac et Alcover, Amours, Délices…, 1925

- 1918 : Couleur du temps de Guillaume Apollinaire, mise en scène Édouard Autant et Louise Lara, Théâtre Maubel
- 1921 : Le Caducée de Henri de Rothschild, Théâtre de la Renaissance
- 1922 : Sin de Maurice Magre, Théâtre Fémina
- 1922 : La Flamme de Charles Méré, mise en scène Henry Hertz et Jean Coquelin, Théâtre de l'Ambigu-Comique
- 1922 : Barbe-Blonde de Jehan Bouvelet et Edgar Bradby, Théâtre du Gymnase
- 1922 : Judith de Henry Bernstein, Théâtre du Gymnase
- 1923 : L'Esclave errante de Henry Kistemaeckers, Théâtre de Paris
- 1925 : Amours, Délices…, de Georges Dolley et Albert Jean, à la Comédie-Caumartin[2],[3],[4].
- 1928 : Toi que j'ai tant aimée de Henri Jeanson, mise en scène René Rocher, Comédie-Caumartin
- 1928 : Tartuffe de Molière, Théâtre Antoine
- 1929 : Le Train fantôme d'Arnold Ridley, mise en scène Madeleine Geoffroy, Théâtre de la Madeleine
- 1929 : Dans la rue d'Elmer Rice, adaptation Francis Carco, mise en scène Pierre Geoffroy, Théâtre de l'Apollo
- 1929 : Amis comme avant de Henri Jeanson, mise en scène René Rocher, Théâtre Antoine
- 1930 : Bobard de Jean Sarment, mise en scène René Rocher, Théâtre Antoine
- 1932 : 145, Wall Street de George S. Brooks et Walter B. Lister, Théâtre du Gymnase
- 1935 : Hommage des acteurs à Pirandello : Vêtir ceux qui sont nus de Luigi Pirandello, Théâtre des Mathurins
- 1936 : Europe de Maurice Rostand, Théâtre Pigalle